# مکانیک سماوی

کره سماوی

مکانیک سماوی شاخه‌ای از دانش ستاره‌شناسی است که به مطالعهٔ اجرام آسمانی می‌پردازد. این رشته علمی می‌کوشد قوانین فیزیک را با رفتار ستاره‌ها و سیارات منطبق کند. در زیرشاخه‌های این رشته به مطالعهٔ مدار قمرهای مصنوعی یا مدار ماه پرداخته می‌شود.

## تاریخچه
مدل تحلیلی مکانیک آسمانی مدرن، بیش از ۳۰۰ سال پیش با کتاب پرینکیپیا یا اصول ریاضی فلسفه طبیعی نوشتهٔ اسحاق نیوتن از سال ۱۶۸۷ میلادی آغاز شده‌است. اما نام «مکانیک سماوی» جدیدتر از آن است. نیوتن نوشت که این زمینه از فیزیک باید «مکانیک منطقی» نامیده شود. اصطلاح «دینامیک» کمی بعد با گوتفرید لایبنیتس به وجود آمد و بیش از یک قرن بعد از نیوتن، پیر سیمون لاپلاس اصطلاح «مکانیک سماوی» را معرفی کرد. با این وجود، مطالعاتی که در زمینهٔ پرداختن به مسائل سیاره‌ای و موقعیت‌های آن‌ها برای مورخین شناخته شده‌است، به ۳۰۰۰ سال پیش یا بیشتر، زمان ستاره‌شناسان بابلی برمی‌گردد.
نویسندگان کلاسیک یونانی به صورت گسترده در مورد حرکات سماوی اندیشه می‌کردند، که این تفکرات به ارائه مدل هندسی حرکت سیارات و سازوکارهای آن‌ها منجر شد. این مدل، نظریه زمین‌مرکزی بود که حرکات ترکیبی یکنواخت دایره‌واری را توضیح داد که به مرکزیت زمین بودند. شخصیت غیرمعمول در میان ستاره‌شناسان یونانی، آریستارکوس ساموس بود که مدل مترقی‌تر خورشیدمرکزی را ارائه داد و در تلاش برای اندازه‌گیری فاصله زمین از خورشید بود.
تنها حامی شناخته‌شده آریستارکوس، سلئوکوس، یک ستاره‌شناس بابلی بود که در مورد اثبات نظریهٔ خورشیدمرکزی در قرن دوم قبل از میلاد سخن گفته‌است. این گفته‌ها ممکن است دربرگیرنده پدیده جزر و مد باشند، چرا که او به درستی نظر می‌دهد که جزر و مد توسط جاذبه ماه است و اشاره می‌کند که ارتفاع جزر و مد بستگی به موقعیت ماه نسبت به خورشید دارد.

### بطلمیوس
کلودیوس بطلمیوس یک اخترشناس و طالع‌بین در اوایل امپراتوری روم بود که چندین کتاب در مورد ستاره‌شناسی نوشت. مهم‌ترین آن‌ها المجسطی بود که برای ۱۴۰۰ سال، مهم‌ترین کتاب برای پیش‌بینی هندسی نجومی باقی ماند. بطلمیوس بهترین اصول نجومی را از اسلاف یونانی خود، به خصوص هیپارکوس، انتخاب نمود و به نظر می‌رسد که آن‌ها را به‌طور مستقیم یا غیرمستقیم با داده‌ها و پارامترهای به ‌دست‌ آمده از بابل ترکیب کرد. گرچه بطلمیوس تا حد زیادی دقت موقعیت‌های پیش‌بینی‌شده از سیارات را بهبود داد و اگر چه مدل او بسیار دقیق بود، به آن بیشتر در ساخت سازه هندسی تکیه می‌شود تا انگیزه‌های فیزیکی.

### در اوایل قرون وسطی
ون درواردن مدل‌های سیاره‌ای توسعه‌یافته توسط آریابهاتا ستاره‌شناس هندی و ابومعشر بلخی، ستاره‌شناس ایرانی را به مدل خورشیدمرکزی تعمیم داد؛ اما این دیدگاه به‌شدت توسط دیگران مورد مناقشه قرار گرفت. در قرن ۹ میلادی، فیزیکدان و ستاره‌شناس ایرانی، ابوجعفر محمد بن موسی، فرضیه‌ای را ارائه کرد که بر طبق آن اجسام آسمانی و افلاک مشمول همان قوانین فیزیکی هستند که در زمین رخ می‌دهد، بر خلاف پیشینیان که معتقد بودند افلاک آسمانی به قوانین فیزیکی مخصوص به خود را دنبال می‌کنند که متفاوت از قوانین زمینی است.
او همچنین از یک نیروی جاذبه بین اجسام آسمانی سخن گفته‌است،

### ابن هیثم
در اوایل قرن ۱۱، ابن هیثم یک نظریه توسعه‌یافته از مدل زمین‌مرکزی اپی‌سیکلیک بطلمیوس برحسب حوزه‌های تودرتوی آسمانی ارائه داد. او همچنین در فصل ۱۵ تا ۱۶ از کتاب خود («نورشناسی»)، کشف کرد که افلاک آسمانی از ماده جامد تشکیل نشده‌اند.